# Andròmeda VI
Andròmeda VI, també anomenada galàxia nana esferoïdal del Pegàs (Peg dSph), és una galàxia nana esferoïdal al voltant de 2,7 milions d'anys llum de distància a la constel·lació del Pegàs. Andròmeda VI és un membre del Grup Local i una galàxia satèl·lit de la galàxia d'Andròmeda (M31). Andròmeda VI és una galàxia amb poblacions estel·lars principalment pobre en metall. La seva metal·licitat és [Fe/H] ≃ −1,3. És localitzat a l'correcte ascension 23h51m46.30s i declinació +24d34m57.0s en el sistema de coordenada equatorial (epoch J2000.0), i en una distància de 820 ± 20 kpc de la Terra i una distància de 294 ± 8 kpc[un] de la Galàxia d'Andròmeda.
Andròmeda VI va ser descoberta el 1999 per diversos autors en les pel·lícules Segona Palomar Sky Survey (POSS-II).